# Alla dessa bilder
Alla dessa bilder är Anders Glenmarks tionde studioalbum som soloartist, utgivet 25 mars 2002 på skivbolaget Metronome.
Albumet är till viss del ett duettalbum där förutom Glenmark Kinnda, Patrik Isaksson, Carola, Tommy Körberg och Søs Fenger medverkar. Albumet föregicks av singeln "Kom karavaner" (2000). År 2002 släpptes också singlarna "Låt det komma ut" och "Lust och välbehag". Albumet tog sig in på Svenska albumlistan. Där låg det tre veckor mellan den 5 och 19 april 2002, som bäst på plats 36.

## Låtlista
1. "Lust och välbehag" – 4:31 (duett med Kinnda)
2. "På din sida" – 4:32
3. "Låt det komma ut" – 4:05 (duett med Patrik Isaksson)
4. "Igenom mitt skinn" – 4:32
5. "Alla dessa bilder" – 3:51
6. "Saknar" – 5:14 (duett med Carola)
7. "Mysterium" – 4:04
8. "Lång väg tillbaka" – 4:38 (duett med Tommy Körberg)
9. "Kalender-Vändarliv" – 4:20
10. "Kom karavaner" – 4:19 (duett med Søs Fenger)
11. "Sommarklänning" – 3:51

## Mottagande
Svenska Dagbladet gav betyget 3/6. Recensenten Dan Backman menade att anslaget är "lite allvarligare" men att albumet "i stort sett låter det som förr". Han avslutade: "Duetter med Kinnda, Patrik Isaksson, Carola, Tommy Körberg och Sös Fenger förändrar inte bilden av Anders Glenmark som en duktig hantverkare snarare än en engagerande konstnär."

## Listplaceringar
| Lista (2002) | Position |
| ------------ | -------- |
| Sverige      | 36       |